# 因德爾區
因德爾區是哈薩克阿特勞州下轄的一個區，治所位於因德爾柏（Inderbor）。人口在1999年統計時總計為29,032人，2009年統計時則是30,582人。 